# Klub pokerowy
Klub pokerowy (tytuł oryg. The Poker Club) – amerykański film fabularny z 2008 roku, wyreżyserowany przez Tima McCanna. Na podstawie powieści Eda Gormana.

## Obsada
- Johnathon Schaech jako Aaron Tyler
- Judy Reyes jako detektyw Patterson
- Johnny Messner jako Bill
- Loren Dean jako Curtis Wilcox
- Lori Heuring jako Jan Tyler